# ストマトスクス科
ストマトスクス科（ストマトスクスか、学名：Stomatosuchidae）は、絶滅したワニ形上目新鰐類の科。Stomatosuchus inermis を内包するが Notosuchus terrestris、Simosuchus clarki、Araripesuchus gomesii、Baurusuchus pachecoi、Peirosaurus torminni、Crocodylus niloticus を内包しない最も包括的な分岐群として定義される。タイプ属であるストマトスクスとラガノスクスの2属が知られており、化石はエジプトとモロッコおよびニジェールから産出する。いずれの属も後期白亜紀のセノマニアン期に生息した。ストマトスクス科の頭蓋骨は平坦かつ長く、アヒルの嘴のようなU字型の顎を有した 。これはモウラスクスとも共通するものであるが、モウラスクスは新第三紀中新世に生息した派生的なアリゲーター上科のワニであり、ストマトスクス科と直接の類縁関係は無い。

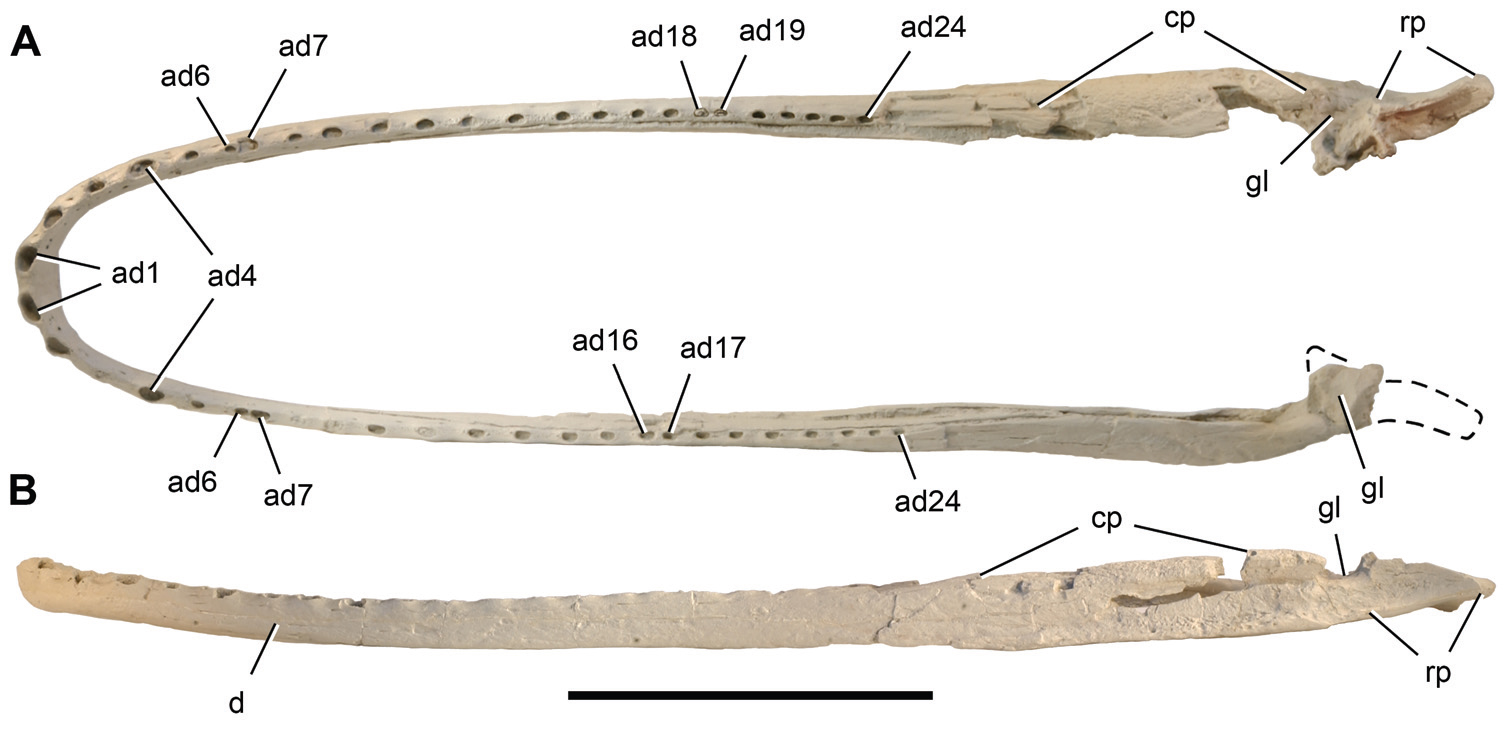
ラガノスクスの下顎

モウラスクスと異なり、ストマトスクス科の顎は強く窪んではいない。加えて下顎窩は顎の後端に被覆されるのではなく丸みを帯びており、さらにモウラスクスや現生のワニと異なり後関節突起は背側に湾曲するのではなくむしろ直線状である。
ストマトスクス科の現存する標本はラガノスクスの化石のみであり、ニジェールの Exhkar 層から産出した L.  thaumastos とモロッコのケムケム層群から産出した L. maghrebensis のものが知られる。ストマトスクスはエジプトのバハリヤ層から産出したホロタイプの頭蓋骨しか発見されておらず、この標本は第二次世界大戦においてミュンヘンの博物館が空襲を受けた際に破壊されている。ストマトスクスに関する研究はエルンスト・シュトローマーの記載とフランツ・ノプシャによる言及しかなく、また追加の標本は発見されていないため、本属は依然として謎に包まれている。
アエジプトスクスがかつてストマトスクス科の属として考えられたこともあったが、本属は後に独立したアエジプトスクス科として位置づけられた。